# Medalla per la victòria sobre el Japó
La Medalla per la victòria sobre el Japó (rus: Медаль «За победу над Японией») és una condecoració de la Unió Soviètica, instituïda pel Decret de la Presidència del Soviet Suprem de l'URSS del 30 de setembre de 1945, publicant-se a la Gaseta del Soviet Suprem de l'URSS nº70 de 1945). La posició de la medalla va ser completada mitjançant Decret el 5 de febrer de 1951. El seu estatut va ser finalment esmenat el 18 de juliol de 1980 per decret del Presidium del Soviet Suprem de la URSS 2523-X.
Penja a l'esquerra del pit i se situa després de la Medalla del 40è Aniversari de la Victòria en la Gran Guerra Patriòtica.
Si és lluïda en presència d'ordes o medalles de la Federació Russa, aquestes tenen precedència.
Era atorgada a: 
- Tots aquells membres de l'Exèrcit Roig, la Marina de Guerra i tropes del Ministeri de l'Interior (MVD) que van participar directament en les operacions militars contra el Japó entre el 8 i el 23 d'agost de 1945, formant part dels Exèrcits del 1r i 2n Front de l'Extrem Orient i de la Transbaikalia, de la Flota del Pacífic i Flota del riu Amur
- Als militars de les direccions centrals que van prendre part en el manteniment de les operacions militars de l'Exèrcit Roig a l'Extrem Orient[1]

La medalla "Per la Victòria sobre el Japó" és molt semblant a la de "Per la Victòria sobre Alemanya", no només per la seva posició dins l'escalafó, sinó per la seva pròpia descripció. En totes dues apareix la imatge de Stalin (a la d'Alemanya mira a occident i la del Japó mira a orient). L'autor va ser el pintor M.L. Lukina.
El seu lliurament era realitzat en nom de la Presidència del Soviet Suprem de l'URSS pels caps de les unitats militars i els establiments mèdics militars. El capità de 2a V.N. Leonov (dues vegades Heroi de la Unió Soviètica) va ser un dels primers a rebre la medalla per la Victòria sobre el Japó.
Els seus posseïdors eren posteriorment elegibles a les medalles dels 20è, 30è i 40è aniversaris de la Victòria.
Pel decret del 5 de febrer de 1951 s'establí que la medalla i el seu certificat quedarien en mans de la família un cop el receptor traspassés (fins llavors, havien de tornar-se a l'Estat). Va ser atorgada sobre unes 1.800.000 vegades.
Aquesta condecoració va ser també atorgada als soldats i oficials de l'Exèrcit del Poble Mongol

## Disseny
La medalla consisteix en una medalla de 34 mm de llautó. A l'anvers apareix la imatge de Stalin al centre, mirant cap a la dreta, amb la inscripció "ЗА ПОБЕДУ НАД ЯПОНИЕЙ" (Per la Victòria Sobre el Japó) a la part superior. Al revers hi ha la inscripció "3 СЕНТЯБРЯ 1945" (3 de setembre de 1945) a sota d'una estrella de 5 puntes.
Es suspèn sobre un galó pentagonal de 24mm d'ample amb una franja vermella, envoltada per 4 barres, blanc – vermell – blanc – groc, des de la central fins als costats.